# Nicolae Ciucă
Nicolae Ionel Ciucă (ejtsd: Nikoláe Ionel Csukö) (Plenița, 1967. február 7. –) román katonatiszt, a román fegyveres erők vezérkari főnöke (2015–2019), liberális párti politikus, nemzetvédelmi miniszter (2019-2021), egy rövid ideig Románia ügyvivő miniszterelnöke (2020), majd miniszterelnöke (2021-2023).

## Életpályája
1967-ben született a Dolj megyei Plenițán. 1985-ben érettségizett a craiovai ’’Tudor Vladimirescu’’ Katonai Líceumban, majd három évvel később tisztté avatták. Első tiszti beosztása Craiován volt, a 26. gépesített ezrednél, mint indító szakaszparancsnok (1988–1989).
1989 és 1993 között a 121. felderítő zászlóaljnál előbb szakaszparancsnokként, majd műveleti tisztként szolgált. Azt követően, hogy elvégezte a bukaresti Katonai Akadémia törzstiszti tanfolyamát (1993–1995) a Craiován állomásozó 2. gépesített dandárnál hadműveleti tiszt lett, közben több missziót is megjárt (1996–1997 között az ENSZ Harmadik Angolai Ellenőrző Missziója, 2002–2003 között az afganisztáni Enduring Freedom hadművelet, 2003-ban a NATO vezetésű Nemzetközi Biztonsági Közreműködő Erők, 2004-ben személyesen vezette a román missziós erőket az iraki hadműveletek során. 2006-ban a dandár törzsfőnöki beosztásába nevezték ki, 2007-ben pedig áthelyezték a foksányi 282. gépesített lövészdandár dandárparancsnok-helyettesi beosztásába.
2009-ben a dandár parancsnoka, ezt követően pedig a Buzăuban székelő 2. lövészhadosztály parancsnoka lett (2011–2014). 2014 januárja és októbere között a szárazföldi erők parancsnoka, 2014 októberétől pedig egy rövid ideig a fegyveres erők vezérkari főnökének helyettese volt, majd 2015. január 1. és 2019. október 28. között a fegyveres erők vezérkari főnöke.
2019 novemberétől mindkét Orban-kormánynak a tagja volt (párton kívüliként), mint nemzetvédelmi miniszter. A Nemzeti Liberális Pártba (PNL) csak 2020 októberében lépett be, hogy felkerülhessen a párt Dolj megyei szenátori listájára. Azután, hogy a PNL a 2020. december 6-ai parlamenti választáson alul maradt a szociáldemokratákkal szemben Ludovic Orban kormányfő benyújtotta lemondását, az államfő ügyvivő miniszterelnökké nevezte ki, s közben beválasztották a 136 tagú szenátusba is, ahol a Külügyi-, valamint a Védelmi, rendészeti és nemzetbiztonsági bizottságnak lett a tagja. A december 23-án megalakuló, Florin Cîțu vezette új koalíciós kormányban megtarthatta a védelmi tárca vezetését.
2021. október elején Cîțu és kormánya megbukott, miután a parlament megszavazta az ellenzék által benyújtott bizalmatlansági indítványt. Klaus Johannis államfő először Dacian Cioloșt, a Mentsétek meg Romániát Szövetség (USR) elnökét kérte fel kormányalakításra (október 11.), s annak kudarca (október 20.) után október 21-én egy új kabinet megalakítására már őt kéri fel. Azonban neki sem sikerült parlamenti többséget szerezni a PNL és a Romániai Magyar Demokrata Szövetség (RMDSZ) által alakítandó kisebbségi kormány parlamenti jóváhagyásához, november 1-jén kénytelen volt visszaadni a kormányalakítási megbízását. Azt követően, hogy a román kormánypártok (a PNL és az RMDSZ), valamint az ellenzéki Szociáldemokrata Párt (PSD) között egyezség született a kormányprogramról, a kormány struktúrájáról és az együttműködési megállapodás szövegéről, az államfő ismét felkérte kormányalakításra (november 22.). Három nappal később (november 25.) a parlament – a szenátus és a képviselőház együttes ülésén – bizalmat szavazott koalíciós kormánynak, melynek beiktatására még aznap sor került a Cotroceni-palotában.

## Megjegyzés
1. ↑  A nasszíriai hadművelet keretein belül – 2004. május 14–15-én az iraki Eufrátesz-hídért folytatott csatában – vezette a román missziós csapatokat, s ezzel az első volt a második világháború óta, melyben a román katonák aktív harcoló felekként vettek részt.